# تپه آلارد
تپه آلارد مربوط به دوران پیش از تاریخ ایران باستان است و در شهرستان کرج، کیلومتر ۲۸اتوبان تهران به ساوه واقع شده و این اثر در تاریخ ۲۰ آذر ۱۳۷۹ با شمارهٔ ثبت ۲۹۳۴ به‌عنوان یکی از آثار ملی ایران به ثبت رسیده است.